# به سوی پاریس با عشق
به سوی پاریس با عشق (انگلیسی: To Paris with Love) فیلمی بریتانیایی است که در سال ۱۹۵۵ منتشر شد. از بازیگران آن می‌توان به الک گینس، مایکل آنتونی و ژاک فرانسوا اشاره کرد.